# Rosenbachsattel
Der Rosenbachsattel (slowenisch Rožca) ist ein 1587 m. i. J. hoher Gebirgspass in den Karawanken an der Grenze des Bundeslandes Kärnten, Gemeinde Sankt Jakob im Rosental, in Österreich und der Gemeinde Jesenice (Statistische Region Gorenjska) in Slowenien.

## Beschreibung
Der Rosenbachsattel ist reich an Gebirgsblumen und liegt direkt über dem Eisenbahn-Karawankentunnel zwischen den beiden Gipfeln Rosenkogel (Hruški vrh) 1776 Meter und Hahnkogel (Klek) 1753 Meter. Oben auf dem Sattel bietet sich ein Blick auf das 15 km lange Plateau der Mežakla in Slowenien. Auf der slowenischen Südseite steht wenige Meter unterhalb des Sattels die Hütte Mokotova Bajta.
Der Rosenbachsattel bildet die Wasserscheide zwischen der Drau in Kärnten, über die er nach Norden über den Bärengraben und den Rosenbach entwässert und der Save in Slowenien, in die er über die Bäche Raten und Svobodni potok entwässert. Die Drau und Save münden in die Donau.